# Alejandro Filio
Alejandro Filio est un auteur compositeur interprète mexicain. Son instrument est la guitare, son courant est la nueva trova ou Canto Nuevo. Il est né le 13 mars 1960 à Guadalajara, dans l'État de Jalisco. Il milite pour "un canto mejor", une prise de position en faveur des artistes de qualités, engagés. Il s'est notamment positionné en faveur des mexicains indigènes lors des massacres perpétrés dans le chiapas en 1995, avec sa chanson "Cain".
La force des chansons d'Alejandro Filio réside autant dans la poésie de ses vers que dans la beauté de ses mélodies. Il chante l'amour et la femme sans les nommer et sans s'apesantir, à la manière de Silvio Rodriguez.

## Discographie
- Hay luz de abajo -1988-
- Filio -1991-
- En esta inmensidad -1993-
- Caín -1994-
- 1978-1988 -1996-
- La Verdad -1996-
- Un Secreto a Voces -1998-
- Hermano Lobo -1999-
- Cuentos Compartidos -1999-
- Mujer que camina -2001-
- En directo -2002-
- Con tus ojos -2002-
- Canto a los cuatro Vientos en CD et en DVD -2003-
- A quién? -2004-
- F -2005-

## Autres chanteurs du canto nuevo
- Fernando Delgadillo - Mexicain
- Gibrán Hernández - Mexicain
- Alejandro Santiago - Mexicain
- Francisco Villa - Chilien
- Tita Parra - Chilena
- Mexicanto - Dueto Mexicain
- Vicente Feliú - Cubano
- Eduardo Peralta - Chilien
- Enrique Quezadas - Mexicain
- Frank Delgado - Cubain
- Alfonso Maya - Mexicain
- Jose Seves - Chilien